# Bogotacris acuticauda
Bogotacris acuticauda är en insektsart som beskrevs av Ronderos 1979. Bogotacris acuticauda ingår i släktet Bogotacris och familjen gräshoppor. Inga underarter finns listade i Catalogue of Life.